# La polizzia
La polizzia è un brano musicale di Checco Zalone, pubblicato in Italia nel 2006 come singolo tratto dall'album ...Se non avrei fatto il cantande, del quale è la terza traccia.

## Descrizione
La polizzia è una parodia di Sei la vita mia, canzone portata al Festival di Sanremo 2004 da Mario Rosini, classificatasi al secondo posto.